# Musée de la culture diola à Mlomp
Le musée de la culture diola à Mlomp est un musée ethnographique à Mlomp, Casamance, région de Ziguinchor au Sénégal.

## Description
Le musée, situé sur la place publique Djikamole à Mlomp au milieu d'imposants fromagers, abrite une exposition ethnographique consacrée à la culture diola dans une case traditionnelle à impluvium. La case conforte le bien-fondé de l'utilisation du bois du fromager dans l'habitat. Les portes, les fenêtres et la charpente ont toutes été taillées sur du bois de fromager.
L’intérieur du musée est construit à l’image des cases traditionnelles : En pénétrant dans le petit musée, on aperçoit le flot de lumière venant de la partie centrale de la case qui est ouvert au ciel afin de recueillir l'eau de pluie et d'apporter la luminosité nécessaire.

## Collections
Le musée explique la culture animiste diola avec l'appui des pièces et des fétiches.
Le musée expose des lances utilisées jadis pour faire la guerre dans les engagements de corps à corps. Un casse-tête traditionnel qui sert à achever une victime, tout comme un arc pour la chasse et la guerre, une carapace de tortue de mer qui fait office de bouclier face aux flèches et lances, une peau d'hippopotame au niveau ventral qui est aussi un bouclier efficace contre les lances et les balles à plomb.
La seconde vague des pièces exposées est relative aux outils de production. Ce sont diverses sortes de canaris, des nasses et autres pagaies pour la pêche, la ceinture et les outils pour la récolte du vin de palme et des noix de palme, le kajendo, la houe diola, pour la culture et la flûte utilisée pour alerter les populations.
Chez les animistes, la vie de l'individu est liée à celle d'un ou de plusieurs fétiches protecteurs. Le musée en expose quatre, essentielles dans l'organisation sociale de la communauté diola .

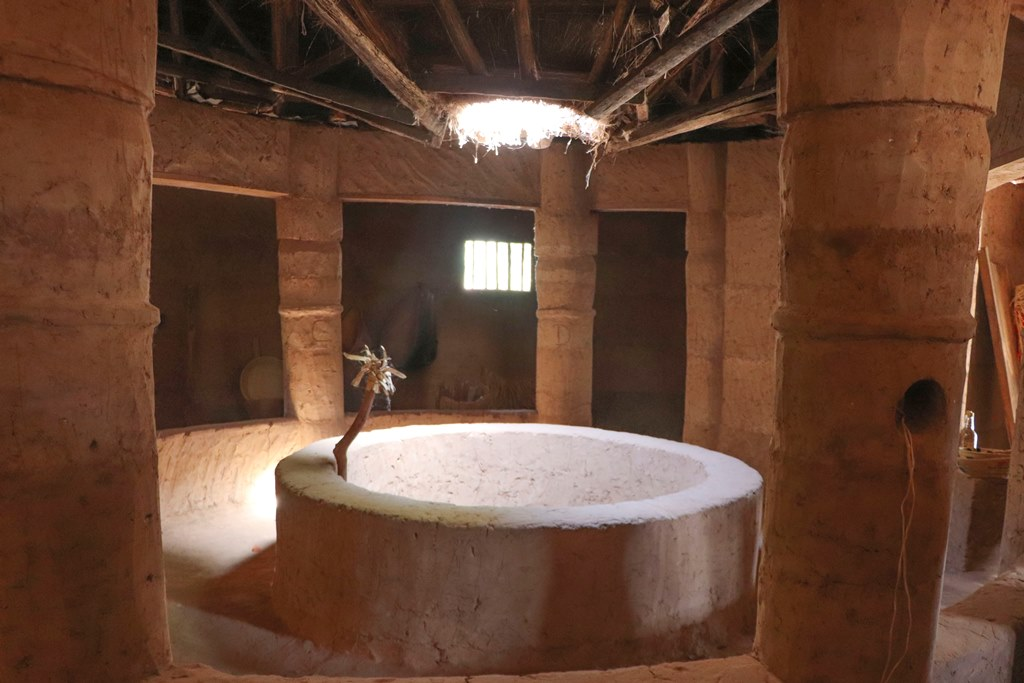
Impluvium.
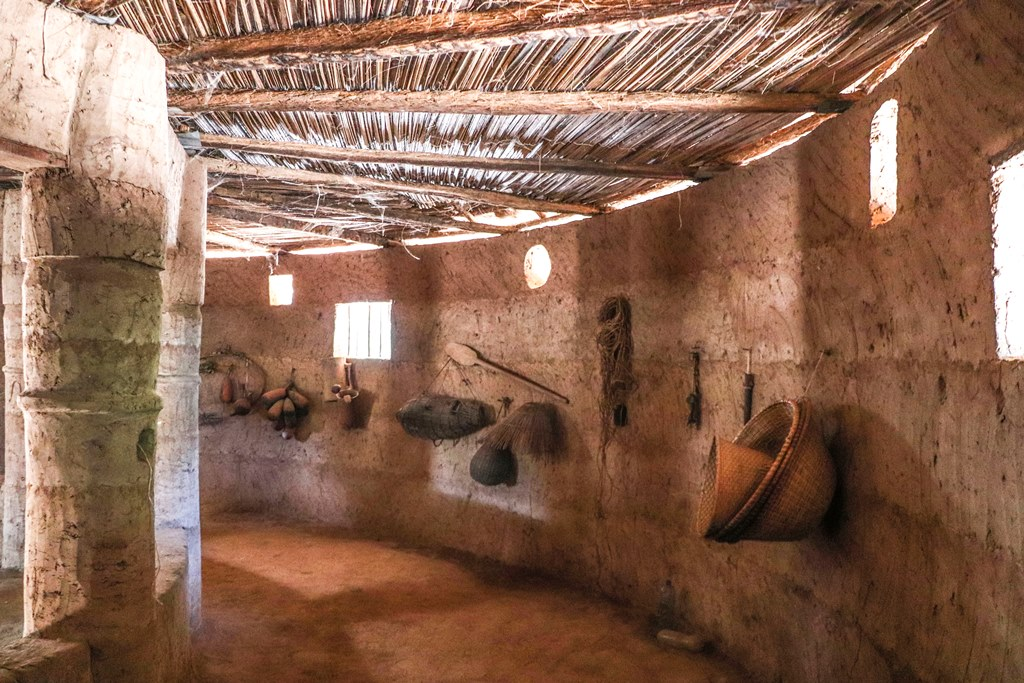
Outils et ustensiles de production.
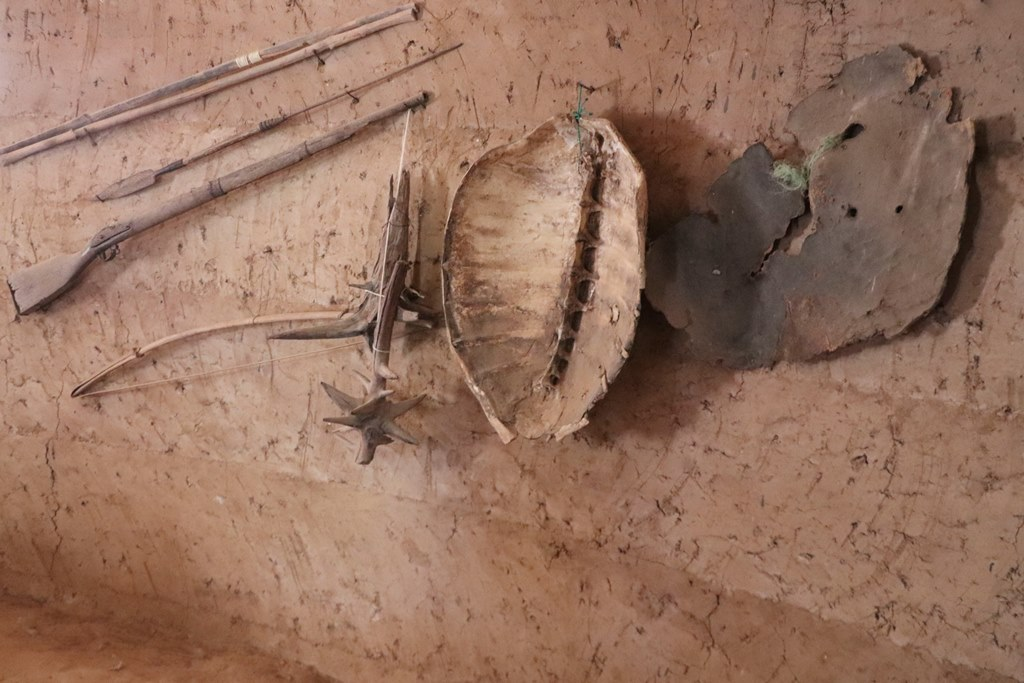
Carapace de tortue de mer et la peau d'hippopotame.
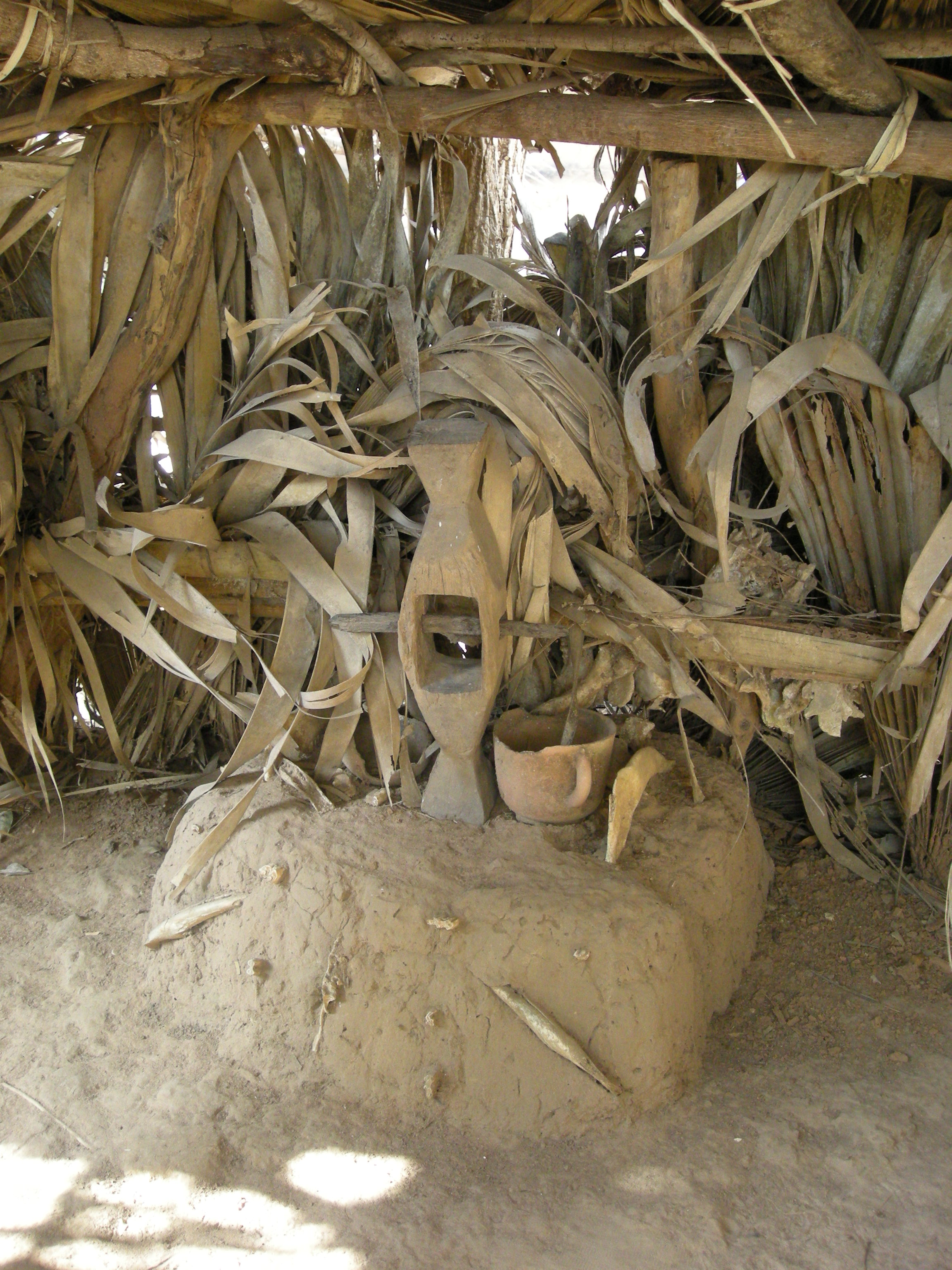
Fetiche.